# Vitorino (Paraná)
Vitorino ist ein brasilianisches Munizip im Südwesten des Bundesstaats Paraná. Es hat 9.706 Einwohner (2022), die sich Vitorinenser nennen. Seine Fläche beträgt 308 km². Es liegt 685 Meter über dem Meeresspiegel.

## Etymologie
Der Name stammt von dem Fluss Vitorino, an dem das Munizip liegt.
Dieser wiederum wurde nach dem Häuptling eines Tupi-Guarani-Indianerstammes benannt, der in der Nähe des Kernorts lebte. Es wird erzählt, dass dieser unter ständiger Verfolgung des Stammes des Kaziken Viri lebte, der damals in der Ortschaft Verê lebte und die Städte Guarapuava und Palmas oft mordend und plündernd heimsuchte.

## Geschichte

### Besiedlung
Ende des 19. Jahrhunderts begann die Kolonisierung des Südwestens von Paraná. Zu dieser Zeit kamen die Familien Antonio Pinto de Camargo, Luiz Antonio de Araujo und Joaquim Norberto Ferreira aus São Paulo in die heutige Stadt Vitorino. Kristallisationspunkt war ein Lagerhaus, das Bernardino Pereira in der Zeit von 1920 bis 1925 betrieb. Es lag auf dem Weg, den die Eselskaravanen für den Warentransport zwischen Barracão und Clevelândia benutzten. Pereira errichtete auch das erste Sägewerk, was dieser Region einen großen Fortschritt brachte. Der Bau der Estrada Estratégica (deutsch: Strategische Straße) ermutigte Auswanderer aus Santa Catarina und Rio Grande do Sul, die durch den Reichtum und die Fruchtbarkeit des Landes und die Möglichkeit der Ausbeutung des vorhandenen Holzes angezogen wurden.

### Erhebung zum Munizip
Vitorino wurde durch das Staatsgesetz Nr. 4245 vom 25. Juli 1960 aus Clevelândia ausgegliedert und in den Rang eines Munizips erhoben. Es wurde am 29. November 1961 als Munizip installiert.

## Geografie

### Fläche und Lage
Vitorino liegt auf dem Terceiro Planalto Paranaense (der Dritten oder Guarapuava-Hochebene von Paraná). Seine Fläche beträgt 308 km². Es liegt auf einer Höhe von 685 Metern.

### Vegetation
Das Biom von Vitorino ist Mata Atlântica.

### Klima
Das Klima ist gemäßigt warm. Es werden hohe Niederschlagsmengen verzeichnet (1.931 mm pro Jahr). Im Jahresdurchschnitt liegt die Temperatur bei 18,3 °C. Die Klimaklassifikation nach Köppen und Geiger lautet Cfb.

### Gewässer
Vitorino liegt im Einzugsgebiet des Iguaçu. Der Rio Vitorino entspringt im Kernort und bildet dann die nordöstliche Grenze des Munizips. Er fließt von links zum linken Iguaçu-Nebenfluss Rio Chopim, in den er im Munizip Itapejara d’Oeste mündet. Im Westen reicht das Munizip bis zum Rio Santana, der ebenfalls zum Chopim fließt. Die nordwestliche Grenze wird vom Rio Forquilha bestimmt. Im Süden reicht das Munizip bis zur Wasserscheide zwischen Iguaçu und Rio Uruguay auf der Serra da Fartura, die die Grenze Paranás zu Santa Catarina bildet. 

### Straßen
Vitorino liegt an der PRC-280 (Teilstrecke der BR-280) zwischen der argentinischen Grenze bei Barracão / Dionísio Cerqueira (SC) und Pato Branco. Nach Süden führt die PRC-158 nach São Lourenço do Oeste in Santa Catarina.

### Nachbarmunizipien
|            | Bom Sucesso do Sul                                         |             |
| Renascença | Kompassrose, die auf Nachbargemeinden zeigt                | Pato Branco |
|            | São Lourenço do Oeste und Jupiá (Estado de Santa Catarina) | Mariópolis  |

## Stadtverwaltung
Bürgermeister: Marciano Vottri, PSL (2021–2024)
Vizebürgermeister: Marcio Roberto Tibes, PSL (2021–2024)

## Demografie

### Bevölkerungsentwicklung
| Jahr | Einwohner | Stadt | Land |
| ---- | --------- | ----- | ---- |
| 1970 | 7.622     | 16 %  | 84 % |
| 1980 | 6.830     | 31 %  | 69 % |
| 1991 | 6.478     | 40 %  | 60 % |
| 2000 | 6.285     | 51 %  | 49 % |
| 2010 | 6.513     | 61 %  | 39 % |
| 2022 | 9.706     |       |      |

Quelle: IBGE, bis 2010: Volkszählungen und Volkszählung 2022

### Ethnische Zusammensetzung
| Gruppe * | 1991    | 2000    | 2010    | wer sich als …                                                                   |
| --- | ------- | ------- | ------- | -------------------------------------------------------------------------------- |
| Weiße | 75,4 %  | 84,7 %  | 83,6 %  | weiß bezeichnet                                                                  |
| Schwarze | 1,0 %   | 1,8 %   | 3,7 %   | schwarz bezeichnet                                                               |
| Gelbe | 0,2 %   | 0,6 %   | 0,0 %   | von fernöstlicher Herkunft wie japanisch, chinesisch, koreanisch etc. bezeichnet |
| Braune | 23,4 %  | 12,6 %  | 11,8 %  | braun oder als Mischung aus mehreren Gruppen bezeichnet                          |
| Indigene | 0,0 %   | 0,0 %   | 0,9 %   | Ureinwohner oder Indio bezeichnet                                                |
| ohne Angabe | 0,0 %   | 0,3 %   | 0,0 %   |                                                                                  |
| Gesamt | 100,0 % | 100,0 % | 100,0 % |                                                                                  |
| *) Das IBGE verwendet für Volkszählungen ausschließlich diese fünf Gruppen. Es verzichtet bewusst auf Erläuterungen. Die Zugehörigkeit wird vom Einwohner selbst festgelegt. |         |         |         |                                                                                  |

Quelle: IBGE (Stand: 1991, 2000 und 2010)

## Wirtschaft

### Kennzahlen
Mit einem Bruttoinlandsprodukt pro Einwohner von 51.168,76 R$ bzw. rund 11.400 € lag Vitorino 2019 auf dem 29. Platz der 399 Munizipien Paranás.
Sein hoher Index der menschlichen Entwicklung von 0,702 (2010) setzte es auf den 224. Platz der paranaischen Munizipien.